# ベンジャミン・アダムス
ベンジャミン・アダムス (Benjamin W. Adams、1890年3月31日- 1961年3月14日)は、アメリカ合衆国の陸上競技選手。立ち跳躍種目を得意とした選手で1912年ストックホルムオリンピックに出場。立ち高跳びでは1.60mの記録で、同じアメリカのプラット・アダムスに次いで銀メダルを獲得。立ち幅跳びでは、3.36mでギリシャのコンスタンティノス・ツィクリティラス、プラット・アダムスに次いで銀メダルを獲得した。
アダムスは、この大会で公開競技として実施された野球にも出場している。アメリカチームは陸上競技選手を中心に結成されたチームでスウェーデンと対戦し、13対3で勝利を収めた。しかし、アダムスは、スウェーデンチームの一員として出場。ポジションはピッチャーであった。